# 线面

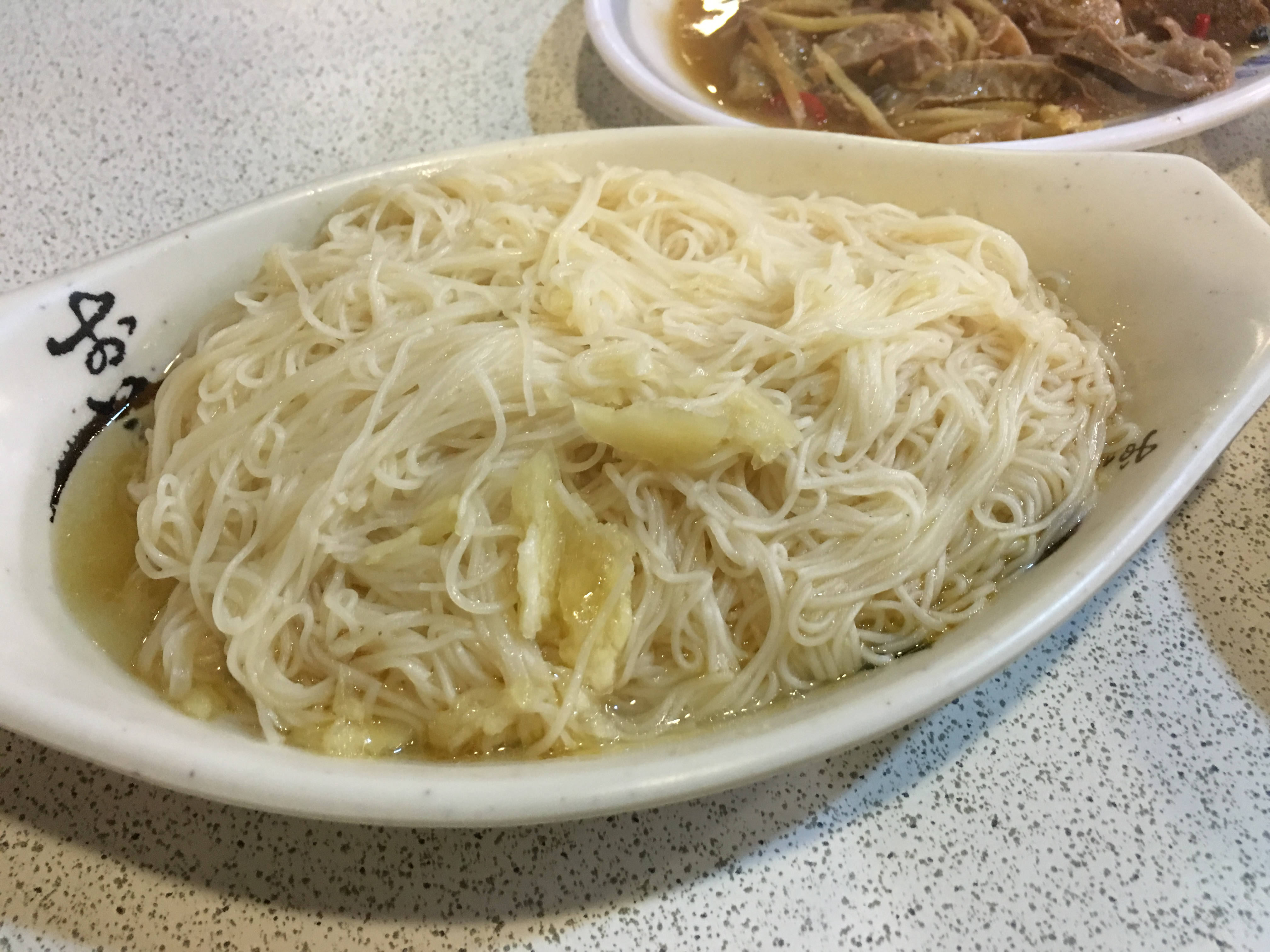
麻油麵線

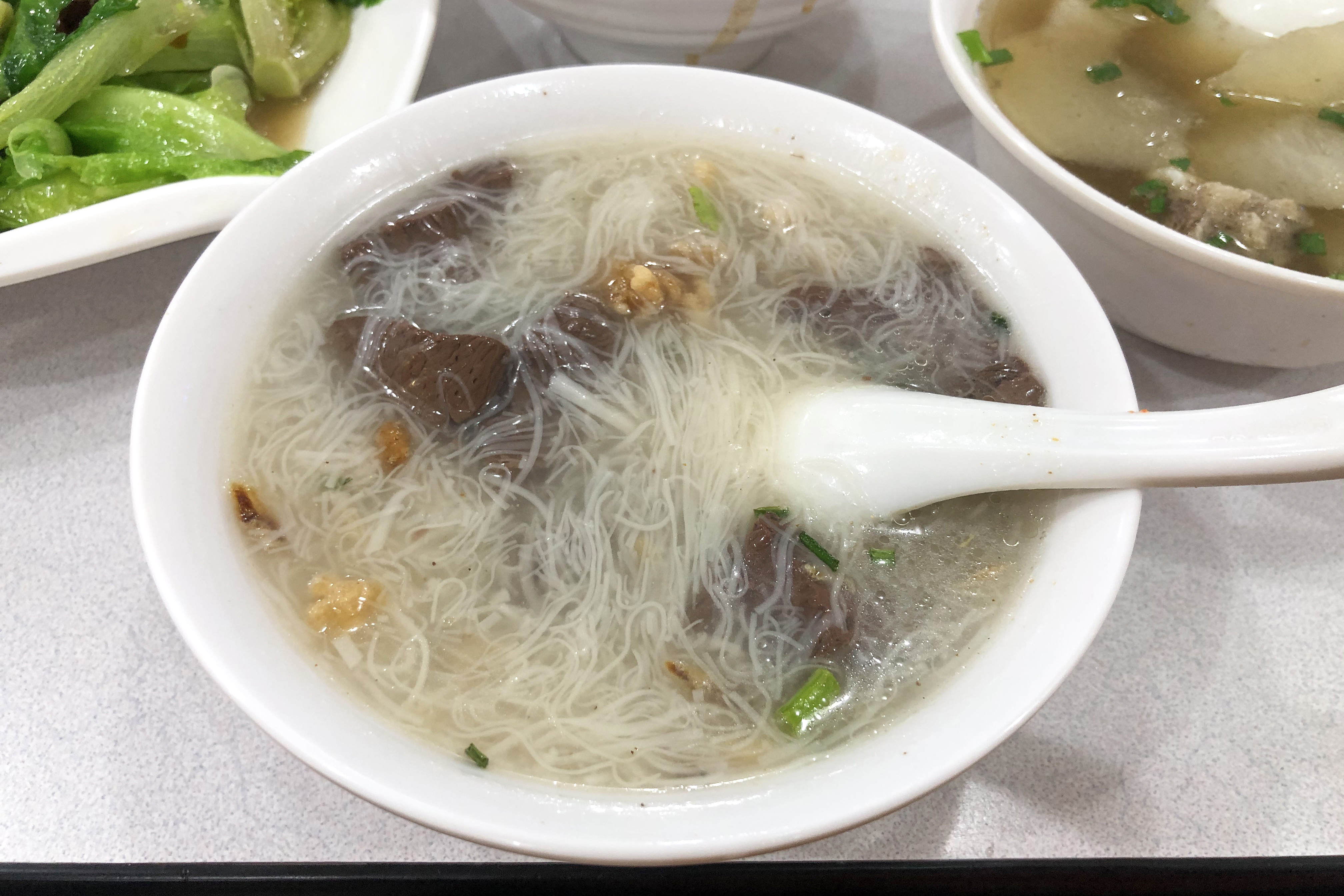
加入鴨血和醋肉的泉州麵線糊

线面（平話字：só̤h-miêng，平話字：seō-mīng，羅馬字：sṳ̿ing-mīng），又稱面线，是闽语区和客家语区的一種民間麵食。這種麵食在閩海、潮州、海南、客家等民系中都流行，不過做法各不相同。

## 由来
相传汉武帝刘彻与大臣们闲谈寿龄之事时，有人说：“脸长就寿长。”汉武帝强调：“根据相书记载，应该是人中（位于鼻与嘴之间）长，寿更长。”大臣东方朔却说：“人中长就寿更长，八百岁的彭祖，脸不知有多长！？”他的话刚落，君臣大笑不已。
东方朔的妙喻流传到民间后，因为“脸”与“面”同义，渐渐的“脸长寿长”被说成“面长寿长”，而面与麵同音，亦称为“麵长寿长”，所以细细长长的麵线，就被喻为“长寿麵”，后来百姓在庆生时，为求长寿，在寿宴上吃长寿麵的习俗就慢慢的形成。
一直到今天，传统的长辈在过寿时，都会吃上一碗长寿面，以求长命百岁。代表着人们长寿的愿望。而且这一根麵条在吃的时候最好不要弄断，否则寓意不吉祥，这一习俗一直沿袭至今。今天的长寿面还会加一个鸡蛋，营养更加丰富。吃长寿面时，夹到碗里的麵线，不管有多长都不可以剪断，以求长寿之意。吃长寿面要斯文的细嚼慢咽，不能“嗖”一下吸进嘴里，吃得愈长久，以祝贺寿星愈长寿。

## 作法

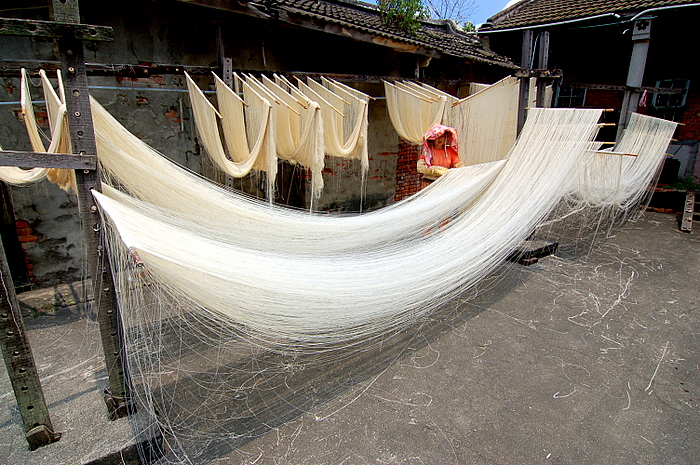
麵線製作

麵線使用精麵粉作為原料，加入精鹽、番薯粉、食用油等佐料，使用手工拉成。线面拉開時長度可達到180厘米，直徑僅0.6至0.7毫米，又細又長，被稱為「長壽麵」。
麵線在台灣主要分為「福州」多棍和「泉州」單棍兩種做法。日本也有類似麵食，即素麵，屬手延掛麵，而不持棍手拉，相關料理如流水素麵。

## 麵線的麵條分類
麵線有「機器麵線」與「手工麵線」之分，機器麵線口感較差，手工麵線則較有口感，手工麵線的成本也較高。
以外觀分為「白麵線」與「紅麵線」。白麵線未經烘乾，水分多且口感濕潤，北港麵線糊就使用白麵線。紅麵線是將白麵線曬乾，再經過長時間的烘焙或蒸煮乾燥進而焦糖化，因此更耐煮，口感更有咬勁，台灣蚵仔麵線較常使用紅麵線。

## 習俗
福州人每逢生日、過節或者家人自遠方歸鄉，必吃此麵，在麵中加入兩個雞蛋（太平蛋），稱之為「太平麵」。結婚定親時，男家也要送給女家麵線，稱為「喜麵」。
莆田人生日時會吃媽祖壽麵，壽麵是麵線的加長版，煮時要小心不能斷，才能延年益壽。
閩南人則是以豬腳搭配，在喜慶或尋求改運時食用，稱為豬腳麵線。

## 認證
2011年，宁德福安的穆阳线面被中华人民共和国国家商标局认定为国家地理标志保护产品。